# Eikt
Eikt är en passagerarvagnstyp som trafikerades av VR åren 1966 fram till början av 2000-talet. Vagnarna hade både kafé- och passagerarutrymmen. Eikt var den första restaurangvagnen som byggdes av stålkaross av VR.

## Vidareutveckling
År 1980 bygges en Eikt-vagn om till en konferensvagn, littera A 20, med mötes- och loungutrymmen. År 1989 byggdes en annan Eikt-vagn om till en "klubbvagn", littera A 50, genom att passageraravdelningen togs bort och ersattes av ett dansgolv. Åren 1991-1993 byggdes sju Eikt-vagnar om till Rbkt-vagnar. Mellanväggen mellan passageraravdelningen och kaféavdelningen togs bort och hela utrymmet omvandlades till en bar. De Eikt-vagnar som inte hade konverterats till någon annan vagnstyp genomgick en mindre renovering under samma tidsperiod. De åtta Eikt-vagnar som var kvar, bortsett från en som skrotades efter en olycka, användes fram till början av 2000-talet. De sista Eikt-vagnar i ursprunglig konfiguration var skrotade år 2002. Även om inga Eikt-vagnar finns bevarade idag så finns fortfarande tre vagnar bevarade som konverterades från Eikt-vagnar. Rbkt-vagnarna fortsatte att användas fram till 2014, och en finns bevarad hos en museiförening. Både konferensvagnen och klubbvagnen finns kvar och är båda sålda till privata aktörer.